# La pequeña revancha
La pequeña revancha es una banda venezolana de folk y rock formada en Caracas y radicada en Ciudad de México. Es liderada por Claudia Lizardo y tuvo participación de Juan Olmedillo, de Los Mentas.

## Historia
El dúo surgió en una fiesta. En 2013 publicaron independientemente su primer material, Falsos hermanos. El 26 de mayo de 2017 lanzaron el segundo, Pasos sincopados.
Al inicio se presentaban en formato de dueto, incorporando después en vivo a Rómulo Rásic en la batería y Búho Galíndez en el bajo. En 2024 La pequeña revancha hizo una gira en Venezuela.

## Estilo musical
En su álbum Pasos sincopados La pequeña revancha explora géneros como el pop, la electrónica, el folk y el rock.

## Miembros
- Claudia Lizardoː guitarra, voz.
- Juan Olmedilloː guitarra, voz.

## Discografía
- Falsos hermanos (2013)
- Pasos sincopados (2017)